# Nughedu Santa Vittoria
Nughedu Santa Vittoria (sardisch: Nughedu) ist eine italienische Gemeinde (comune) mit 425 Einwohnern (Stand 31. Dezember 2023) in der Provinz Oristano im Zentrum Sardiniens. Die Gemeinde liegt etwa 38 Kilometer nordöstlich von Oristano und grenzt unmittelbar an die Provinz Nuoro. Der Fluss Taloro bildet die nördliche Gemeindegrenze.
Die Domus de Janas der Nekropole von Sas Arzolas de Goi liegen in einem Trachithügel wenige hundert Meter von Nughedu Santa Vittoria.

## Einzelnachweise

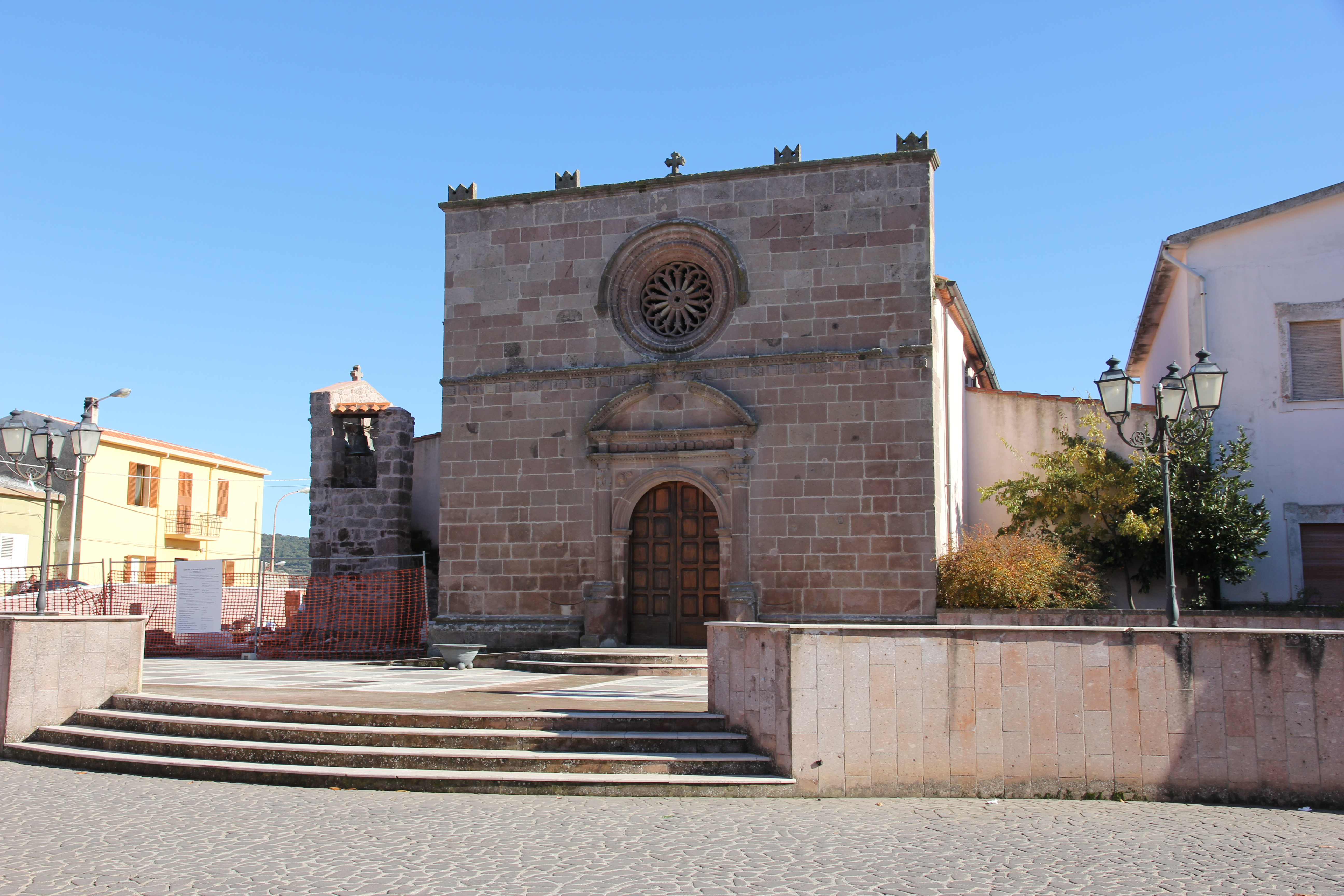